# ژیاو-گانگ ون
 ژیاو-گانگ ون (انگلیسی: Xiao-Gang Wen؛ زاده ۲۶ نوامبر ۱۹۶۱) یک فیزیک‌دان اهل ایالات متحده آمریکا است.